# Carl Olof Fineman
Carl Olof Fineman, född 15 maj 1793 i Älgå socken i Värmland, död 29 juli 1863 i Stockholm, var en svensk pedagog och läroboksförfattare. 
Fineman blev student vid Uppsala universitet 1813, filosofie magister där 1818 och präst samma år. År 1821 utsågs han efter några års pastoraltjänstgöring till lärare vid Stockholms allmänna barnskola, där han samma år startade undervisning enligt växelmetoden. Trots lovande utsikter som präst valde han att verka som skollärare ända fram till 1859, varefter han levde sina fyra sista år på en liten pension och avled ogift 1863. 
År 1826, således efter fem års erfarenhet, påbörjade han utgivningen av sina läroböcker, vilka var de första, som i många ämnen utgavs för folkskolan. Den första var Lärobok uti Räknekonsten (1826), som följdes av Svensk Rättstafnings- och Rättskrifningslära (1828), Förberedande svensk språklära (1828), Bokstafs-, Stafvelse-, Ord- och Renläsningsbok (1829), Inledning till Geometrien jämte lineartecknings öfningar (1832), Utanstafnings- och dicteringscurs (1842), Svensk språklära (1852), Lärobok för stafvering och renläsning (1856), Korta förklaringar öfver instiftelseorden (1862) m.m. Han utgav även predikningar, smärre skrifter om folkskolan m.m.